# Josef Beran
El Servent de Déu Josef Beran   (Plzeň, 29 de desembre de 1888 - Roma, 17 de maig de 1969) va ser un cardenal txecoslovac de l'Església Catòlica. Serví com a Arquebisbe de Praga des de 1946 fins a la seva mort, i va ser elevat al Col·legi Cardenalici el 1965 per Pau VI. Va ser perseguit tant pel règim nazi com pel comunista txec que el succeí.

## Biografia
Josef Beran va néixer a Plzeň el 29 de desembre de 1888 fill d'un mestre d'escola.
Estudià al seminari de Plzeň i posteriorment a la Pontifícia Universitat Urbaniana de Roma. Va ser ordenat prevere el 10 de juny de 1911, dedicant-se a la tasca pastoral a Pilsen fins al 1932. Beran va ser director espiritual del Seminari de Praga i professor a la Universitat Carolina de Praga el 1932, i promogut al rang de Capellà de Sa Santedat l'11 de juny de 1936 pel Papa Pius XI. Beran s'assegurà que l'encíclica de Pius XI Mit brennender Sorge, on el Papa condemnava el nazisme, fos publicada a Praga.

### II Guerra Mundial i la deportació
El 4 de juny de 1942, mentre que Praga es trobava ocupada pels nazis, monsenyor Beran va rebre, prop del seminari teològic on era professor, la visita d'un oficial txec, un dels pocs entre els quals estaven actius a la resistència interna, fugit de les batudes de la Gestapo i per ara escapat la posterior deportació als camps de concentració. Beran va fer córrer la veu que el diumenge següent anava a celebrar la missa pels oficials presoners dels alemanys, i que anava a fer-ho en txec, desobeint les ordres nazis de no fer servir el txec a les cerimònies públiques. Dos dies després de celebrar la missa plena de gent, Beran va ser detingut.

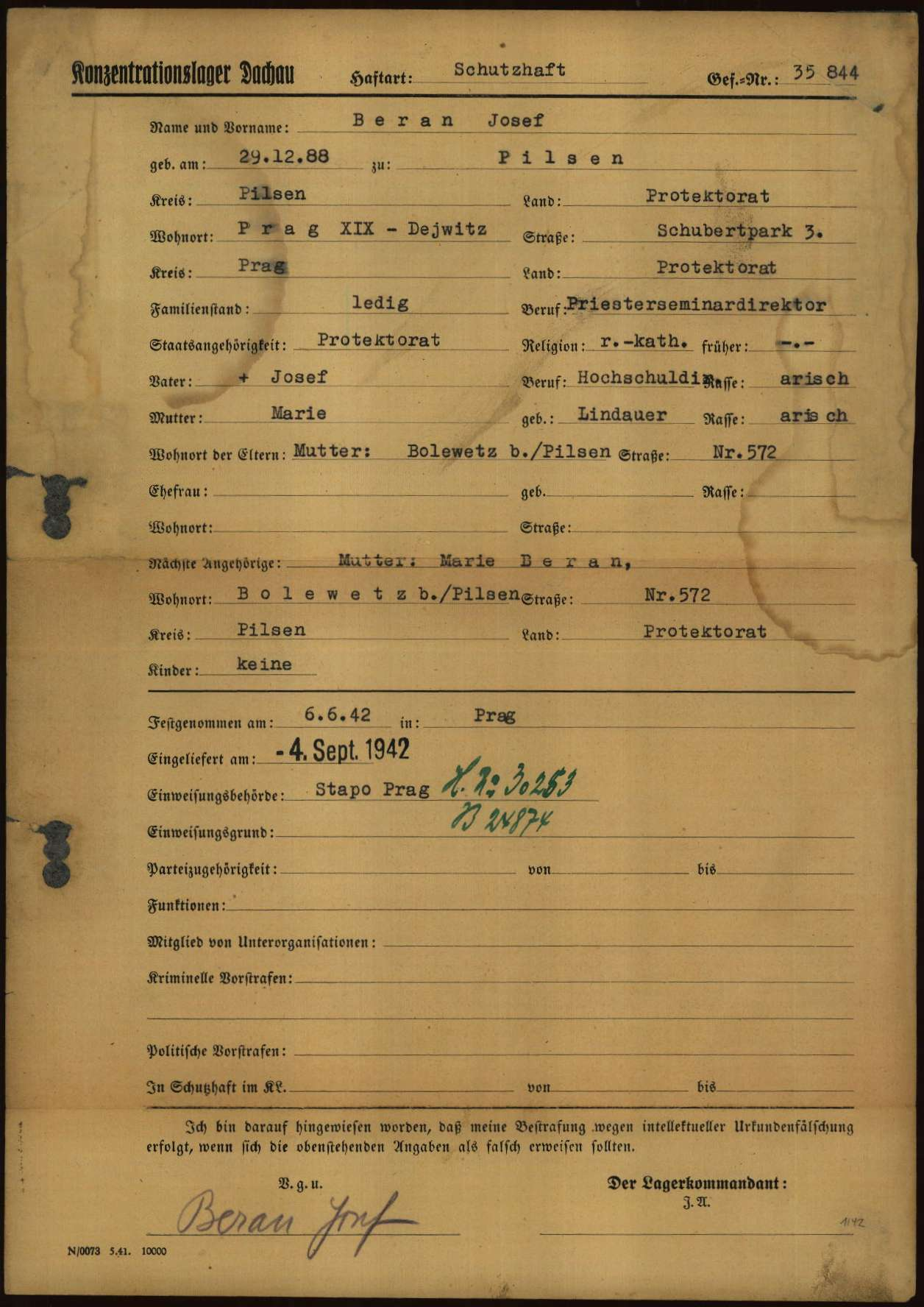
Full d'inscripció de Josef Beran com a pres al camp de concentració nazi de Dachau

Detingut per la Gestapo el 6 de juny de 1942, Beran va ser empresonat a Pankrác, a Theresienstadt (juntament amb Štěpán Trochta), i al camp de concentració de Dachau. Mentre que es trobava a Dachau una epidèmia de tifus gairebé el mata, i va estar allà fins al maig de 1945, quan el camp va ser alliberat per les tropes estatunidenques. Tornà immediatament a Praga, on el president txecoslovac Edvard Beneš el condecorà amb la Creu de Ferro i la medalla d'Heroi de la Resistència, els dos màxims honors que tenia el país.
Mentre que es trobava empresonat a Dachau, com ho testimonià Roberto Angeli i molts dels tres mil sacerdots internats i després supervivents, Beran es va comprometre a ajudar, en la mesura del possible, els que patien més dificultats, d'acord amb l'esperit cristià.

### Episcopat i postguerra
El 29 de maig de 1945 Beran tornà a Praga, que durant el conflicte havia patit uns danys limitats. Un any després, el 4 de novembre de 1946, Pius XII el nomenà arquebisbe de Praga, i, per tant, Cap de l'Església a Txecoslovàquia. Beran va ser consagrat bisbe el 8 de desembre de 1946 a la catedral de Sant Guiu de mans de l'arquebisbe Saverio Ritter, amb els bisbes Maurice Picha i Anton Eltschkner servint com a co-consagradors.

### Sota el règim comunista
Després de l'elecció de Klement Gottwald, el President stalinista de Txecoslovàquia el 1948, Beran va fer cantar el Te Deum pel nou president a la catedral. Després de l'ascens del règim comunista de Txecoslovàquia el 1948, la política del govern comportà una dràstica reducció de les llibertats ciutadanes i de la democràcia. Els elements dissidents amb el règim van ser eliminats a tots els nivells de la societat, incloent la religió: la premsa catòlica va ser suprimida, les escoles afiliades als religiosos van ser requisades; i l'Acció Catòlica txecoslovaca va ser eliminada.
Davant d'això, Beran prohibí al seu clergat prendre cap jurament de lleialtat vers el nou règim, veient en aquesta acció una «traïció vers la fe cristiana», i protestà públicament per la confiscació de propietats de l'arxidiòcesi de Praga, així com per l'infringiment de la llibertat religiosa.
Declarà que «L'Església Catòlica ha de gaudir de l'absoluta llibertat que és un dret, tan donada per Déu i garantida per la Constitució Existent». Es va constituir una nova "Acció Catòlica" aprovada pel govern, les posicions de la qual eren a favor dels comunistes, publicant-se una llista de preveres que s'haurien adherit a la nova associació, preveres els quals ja estaven morts o no existien. Beran condemnà aquesta associació com a cismàtica.

### La detenció
La permanència de la prohibició va fer impossible als òrgans catòlics de contrastar i desafiat les mentides del règim. Davant d'aquesta provocació, sota l'ala d'un Beran carismàtic, els bisbes txecs van decidir preparar una circular dirigida a tots els cristians de la nació, en la qual anava a es feien clares les mentides del govern i de la posició que el clergat txecoslovac realment havien pres. La circular havia de ser llegida en totes les esglésies de Txecoslovàquia el 19 de juny de 1949.
Beran, que durant molt de temps havia estat considerat un element perillós pel règim, no sabia que l'habitació en la qual el clergat havia pres la decisió estava custodiada per agents del govern. El 16 de juny, un comissari del Govern, juntament amb la policia, va irrompre al palau de l'arquebisbe, amb l'ordre de confiscar el ciclostil i el segell amb què Beran hauria de validar l'acte. Després el segell de l'Arquebisbe va ser utilitzat per obligar a tots els rectors de l'Estat per a llegir qualsevol circular dels bisbes. Beran, presoner en el seu palau, les hi va arreglar per alliberar-se del bloqueig de la policia i arribar a l'església Sarakov. Aquí, davant molts dels fidels, va tractar d'explicar la situació breument:
| «             | Pot ser que dins de poc a la ràdio sentin dir tota mena de calúmnies sobre mi. Potser diran que vaig confessar crims indicibles. Espero que tinguin confiança en mi. Per la present declaro solemnement, davant Déu i la Nació, que mai es va concloure un acord que afectés els drets de l'Església. M'agradaria parlar-te de moltes coses, però no vull que siguin perseguits per causa meva | » |
| — Josef Beran | |   |

La policia va irrompre a l'església, va dispersar la multitud que s'hi aplegava i va detenir l'abat de Sarakov per haver permès a Beran parlar i s'endugué l'arquebisbe.

### Catorze anys de silenci

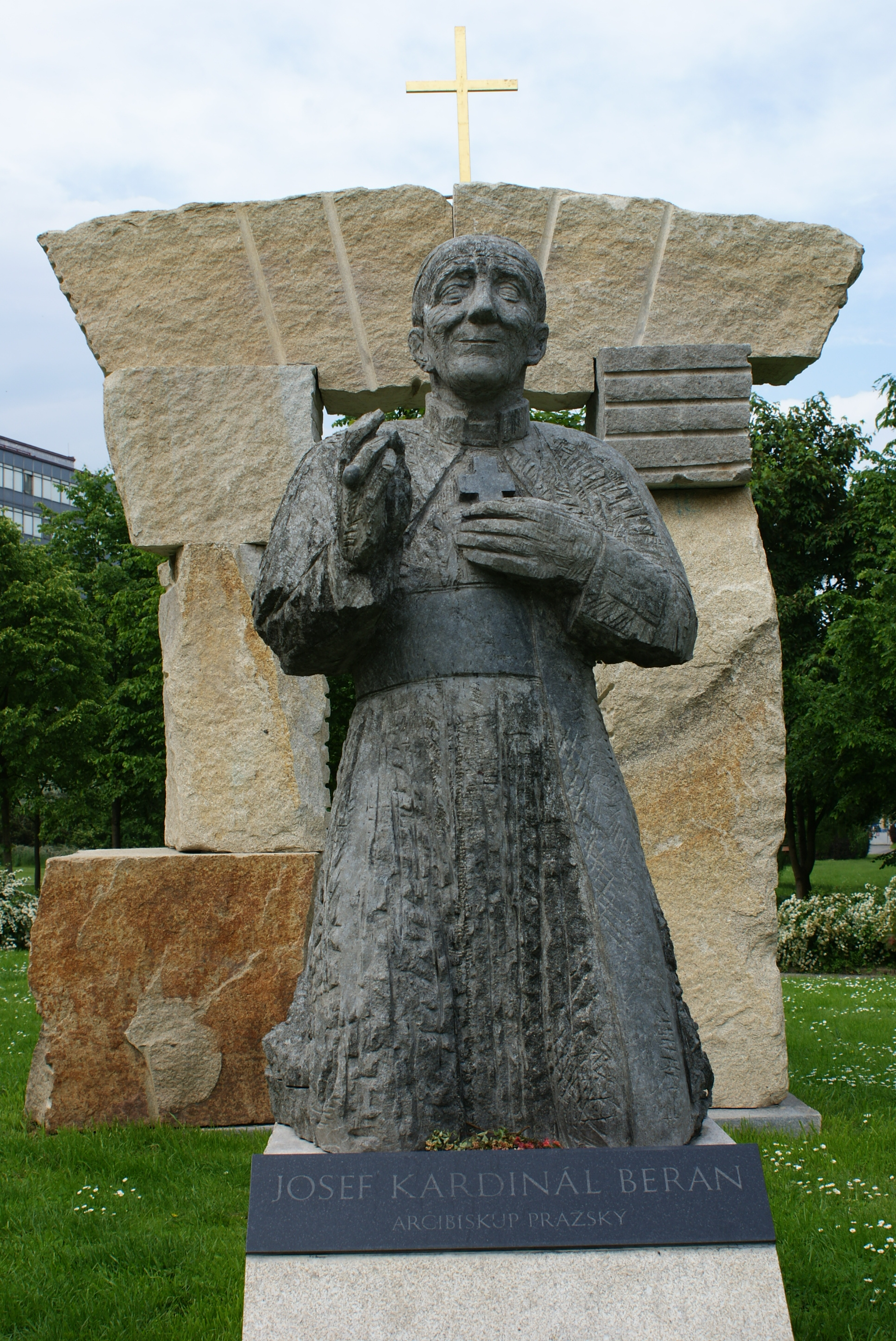
Estàtua del cardenal Beran prop de la Universitat de Praga

Beran va tornar a l'arrest domiciliari en una residència fora de la diòcesi de Praga: també va ser privat de totes les seves llibertats personals i drets com a arquebisbe. A partir d'aquest moment es va quedar en silenci: es va ordenar als catòlics a oblidar-ho i se li va negar qualsevol contacte amb l'exterior, de manera que fins i tot una carta del Papa Joan XXIII (amb motiu del cinquantè aniversari de la seva ordenació, el 1961) va ser retornat al remitent. Poc després d'haver estat posat sota arrest domiciliari, el 1951, Beran va decidir tornar voluntàriament a la presó: durant aquests anys va estar tancat en diverses presons (Roželov, Růžodol, Paběnice, Mukařov, Radvanov).
Malgrat el llarg captiveri, el règim txecoslovac no va presentar cap procés contra Beran: era un heroi de la resistència anti-nazi, el seu nom era conegut tant al país com a l'estranger, sobretot entre els catòlics i un procés sobre la seva persona, amb una possible condemna, podria desestabilitzar l'equilibri amb la població de Txecoslovàquia i el Vaticà. També hi va haver altres raons, incloent el fet que Antonín Novotný, president de Txecoslovàquia en el període 1957-1968, també havia estat internat com Beran en camps de concentració nazis.
Va haver un rumor àmpliament difós que Beran era un dels tres prelats elevats al Col·legi Cardenalici reservats in pectore pel Papa Joan XXIII al consistori del 28 de març de 1960, però quan el Papa va morir el 1963, mai no es va saber si era veritat.
El Primat txecoslovac va estar impedit d'exercir el seu ministeri episcopal fins al seu alliberament. Repetidament oferí la seva dimissió al Papa, però aquesta sempre va ser rebutjada.

### Posada en llibertat i viatge a Roma
El 4 d'octubre de 1963, després d'una sèrie d'extenuants negociacions entre el Vaticà i el govern txecoslovac, monsenyor Beran va ser posat en llibertat. Al febrer de 1965, Beran marxà a Roma, on el Papa Pau VI l'elevà al rang de cardenal prevere de Santa Croce in Via Flaminia en el consistori del 22 de febrer de 1965. Aquell any Beran participà en la darrera sessió del Concili Vaticà II. Durant la discussió del document Dignitatis humanae, suggerí que l'expiació pels atacs passats sobre la llibertat religiosa era una possible causa al patiment de l'Església moderna.

### Mort
El cardenal Josef Beran va morir a Roma el 17 de maig de 1969, a l'edat de 80 anys, a causa d'un tumor pulmonar. Quan Pau VI va assabentar-se de la precària condició de salut el 1969, va córrer per visitar el cardenal moribund, però Beran va morir uns minuts abans que el Pontífex arribés. Va ser enterrat a les Grutes vaticanes, rebent així un privilegi destinat exclusivament als Papes.

## Procés de beatificació
El 2 d'abril de 1998 l'arxidiòcesi de Praga començà el seu procés de beatificació després que la causa formal comencés a inicis de 1997. Això li conferí el títol de Servent de Déu.